# Chico da Tina
Chico da Tina ou Francisco da Concertina, é um rapper português de Viana do Castelo. A sua música é caraterizada pelo tom jocoso e caricatural, assim como pela combinação de Hip Hop e trap com regionalismos e temáticas tradicionais minhotas. Já atuou em vários festivais portugueses, nomeadamente no NOS Primavera Sound e no Super Bock Super Rock.

## Biografia
Chico da Tina nasceu em 1996 em Viana do Castelo.

## Carreira musical
Chico começou a sua carreira nas ruas, aparecendo em festas e convívios sempre acompanhado pela sua concertina, o que lhe valeu a sua alcunha. O rapper viria a ganhar notoriedade a nível nacional em 2019, quando publica o seu primeiro single Põe-te fino no YouTube, que rapidamente se tornou viral, atualmente com mais de dois milhões de visualizações. Nesse ano, Chico lança ainda o seu primeiro EP, Trapalhadas, e o seu primeiro álbum Minho Trapstar, que inclui os êxitos Freicken, Romarias , Deitei Tarde Acordei Late e Minho Trapstar. Em 2020 assinou um contrato com a Sony Music Portugal.
Em 2021 lança o seu segundo álbum E Agora Como É Que É, que inclui os singles VianaViceCity e Ronaldo. Em 2023 lança o EP Eurotrip e a mixtape Tina Dance Mixtape (Sabor 2000).
Em 2025, Chico lançou o EP Playboy Matos, em homenagem ao centenário do nascimento do cantor português Tony de Matos.

### Prémios e Nomeações
Chico da Tina foi o primeiro vencedor do prémio MIMO de Música em 2019, e foi nomeado aos prémios PLAY da música portuguesa duas vezes: a primeira na categoria de Artista Revelação, em 2021, e a segunda na categoria de melhor videoclipe em 2022.

## Discografia
| Ano  | Título                           | Tipo    |
| ---- | -------------------------------- | ------- |
| 2019 | Trapalhadas                      | EP      |
| 2019 | Minho Trapstar                   | Álbum   |
| 2021 | Lovetape (collab com Tripsyhell) | EP      |
| 2021 | Todo o dia (REMIX'S)             | EP      |
| 2021 | E Agora Como É Que É             | Álbum   |
| 2023 | Eurotape (collab com Tripsyhell) | EP      |
| 2023 | Tina Dance Mixtape (Sabor 2000)  | Mixtape |
| 2024 | Playboy Matos                    | EP      |